# Mèo Sokoke
Mèo Sokoke, còn được gọi với cái tên dài và đầy đủ hơn là Mèo rừng Sokoke và trước đây thì được gọi với tên gọi là Mèo lông ngắn châu Phi) là giống tự nhiên thuộc nhóm mèo nhà, phát triển và tiêu chuẩn hóa bắt đầu vào cuối những năm 1970, từ vùng đất hoang vu Khadzonzo thuộc của Miền Đông, ven biển Kenya. Các Sokoke được công nhận bởi bốn tổ chức quản lý về việc đăng ký giống mèo lớn, công nhận Mèo Sokoke là một giống mèo tiêu chuẩn. Nó được đặt tên theo rừng quốc gia Arabuko Sokoke, môi trường mà từ đó giống mèo này phát triển và trở thành giống mèo phổ biến tại đây. Phát triển giống mèo này hiện này chủ yếu diễn ra tại Đan Mạch và Hoa Kỳ.
Mèo Sokoke có chân dài, với lông ngắn, xù xì và thường có một bộ lông có đốm, mặc dù những dòng dõi khác nhau của giống mèo này cũng có những ngoại hình khác nhau. Mặc dù một số người đồn Mèo Sokoke là một giống mèo lai, được lai giống từ mèo hoang dã với mèo nhà, nhưng nghiên cứu di truyền đã không phát hiện ra những yếu tố xác nhận niềm tin này. Một ý tưởng khác, rằng giống mèo này có một lịch sử lâu đời được đánh giá là bất thường nhưng vẫn chưa được chứng minh. Mèo giống này vùng bản địa của chúng có quan hệ chặt chẽ với một nhóm mèo cư trú ở đảo, mèo Lamu, có vùng phổ biến nằm xa hơn về phía bắc.

## Nhận dạng giống
Giống mèo này được tiêu chuẩn hóa và lần đầu tiên được công nhận bởi một cơ quan đăng ký giống, Fédération Internationale Féline (FIFe) có trụ sở tại Bỉ, dưới cái tên Sokoke, đầy đủ là mèo rừng Sokoe. Điều này xảy ra vào năm 1993, sau một cuộc trình diễn nhiều giống mèo về sự phát triển phù hợp của gióng mèo mới này tại một chương trình mèo ở Đan Mạch.
Loài này cũng được đăng ký bởi Hiệp hội Mèo Quốc tế (TICA), có trụ sở tại Hoa Kỳ và giống này đủ điều kiện để được cho vào danh sách trong lớp "Giống mới sơ khai" tại các sự kiện được TICA phê chuẩn.